# Округ Хоџман (Канзас)
Округ Хоџман (енгл. Hodgeman County) је округ у америчкој савезној држави Канзас. По попису из 2010. године број становника је 1.916. Седиште округа је град Џетмор.

## Демографија
Према попису становништва из 2010. у округу је живело 1.916 становника, што је 169 (8,1%) становника мање него 2000. године.
| Група             | 2000.         | 2010.         |
| Белци             | 1.992 (95,5%) | 1.748 (91,2%) |
| Афроамериканци    | 19 (0,9%)     | 20 (1,0%)     |
| Азијати           | 0 (0,0%)      | 8 (0,4%)      |
| Хиспаноамериканци | 56 (2,7%)     | 118 (6,2%)    |
| Укупно            | 2.085         | 1.916         |